# Résolution 292 du Conseil de sécurité des Nations unies
Membres permanents
- Chine
- États-Unis
- France
- Royaume-Uni
- URSS

Membres non permanents
- Argentine
- Burundi
- Belgique
- Italie
- Japon
- Nicaragua
- Pologne
- Sierra Leone
- Somalie
- Syrie

Résolution no 291 Résolution no 293
La résolution 292 du Conseil de sécurité des Nations unies est adoptée à l'unanimité lors de la 1 566e séance du Conseil de sécurité des Nations unies le 10 février 1971, après l'examen de la demande d'adhésion du Bhoutan aux Nations unies. Cette résolution émise à l'Assemblée générale rapporte un avis favorable à l'adhésion du Bhoutan comme nouveau membre.

## Contexte historique

Localisation du Bhoutan.

Après la prise du contrôle du Tibet par les Chinois en 1959, le roi du Bhoutan Jigme Dorji Wangchuck comprit que pour préserver l'indépendance de son pays, ce dernier devait devenir membre de la communauté internationale.    
Dans le sillage de différentes réformes, en 1971, le Bhoutan devient membre des Nations unies par la résolution 292. La même année, l'Inde et le Bhoutan mettent en place des relations diplomatiques officielles et échangent des ambassadeurs.
À la suite de cette résolution ce pays est admis à l'ONU le 21 septembre 1971,.

## Texte
- Résolution 292 sur fr.wikisource.org
- Résolution 292 sur en.wikisource.org